# Laban Ainsworth
Laban Ainsworth (Woodstock, 9 luglio 1757 – Jaffrey, 17 marzo 1858) è stato un pastore protestante e compositore statunitense.
Ainsworth è detentore del record per il più lungo pastorato in tutta la storia degli Stati Uniti: servì infatti come pastore a Jaffrey, nel New Hampshire dal 1782 al 1858, per un periodo di ben 76 anni.
Fu anche compositore di inni religiosi di uso comune negli Stati Uniti.